# Desa Peguyangan Kaja
Desa Peguyangan Kaja är en administrativ by i Indonesien.   Den ligger i provinsen Provinsi Bali, i den sydvästra delen av landet, 1 000 km öster om huvudstaden Jakarta. Desa Peguyangan Kaja ligger på ön Bali.